# Все още Алис (филм)
„Все още Алис“ (на английски: Still Alice) е американски драматичен филм (по романа „Все още Алис“ на Лиса Дженоува) от 2014 година на режисьори Ричард Глатцер и Ваш Уестморленд.

## Сюжет
Внимание:  Текстът по-долу разкрива сюжета на произведението (или части от него)!
Алис Хауленд, професор по лингвистика в Колумбийския университет, празнува 50-ия си рожден ден със семейството си. След като неочаквано забравя дума по време на лекция и се изгубва в кампуса на университета, Алис търси медицинска помощ. Въпреки относителната „младост“ на Алис, тя е диагностицирана с болестта на Алцхаймер и сега Алис трябва да реши как да живее...

## Актьорски състав
| Актьор           | Роля                                                                  |
| ---------------- | --------------------------------------------------------------------- |
| Джулиан Мур      | д-р Алис Хауленд – професор по лингвистика в Колумбийския университет |
| Алек Болдуин     | Джон Хауленд – съпругът на Алис                                       |
| Кристен Стюарт   | Лидия Хауленд – дъщерята на Алис                                      |
| Кейт Босуърт     | Ана Хауленд Джоунс – дъщерята на Алис                                 |
| Шейн Макрей      | Чарли Джоунс – съпругът на Ана                                        |
| Хънтър Париш     | Том Хауленд – син на Алис                                             |
| Стивън Кункен    | д-р Бенджамин                                                         |
| Сет Гилиъм       | Фредерик Джонсън                                                      |
| Даниел Герол     | Ерик Уелман                                                           |
| Ерин Дарк        | Джени                                                                 |
| Кристин Макомбър | Ан                                                                    |
| Каридад Монтанес | Елена                                                                 |
| Еха Урбсалу      | г-жа Дейли – майката на Алис                                          |

## Снимачен процес
- През 2015 г. Джулиан Мур спечели „Оскар“ за най-добра актриса за този филм.